# Microgonia obrundata
Microgonia obrundata là một loài bướm đêm trong họ Geometridae.